# Septoria cunninghamii
Septoria cunninghamii är en svampart som beskrevs av Syd. 1924. Septoria cunninghamii ingår i släktet Septoria och familjen Mycosphaerellaceae.   Inga underarter finns listade i Catalogue of Life.